# Masafumi Mizuki
Masafumi Mizuki (水筑 優文 Mizuki Masafumi?), född 1 augusti 1974 i Miyazaki prefektur, är en japansk före detta fotbollsspelare.
Mizuki började sin karriär 1993 i Kashima Antlers. Med Kashima Antlers vann han japanska ligan 1996, 1998, japanska ligacupen 1997 och japanska cupen 1997. 1999 flyttade han till Avispa Fukuoka. Efter Avispa Fukuoka spelade han för Honda Lock. Han avslutade karriären 2002.